# Argleton
Argleton byla přízračná obec, která se z ničeho nic objevila na mapách Google a v Google Earth, ačkoli tato obec nikdy neexistovala, na uvedeném místě se nikdy podobná obec nenalézala a ani nejsou záznamy o její existenci. Později byly ovšem veškeré záznamy o obci Googlem staženy.
Argleton se měl dle služeb Googlu nalézat mezi silnicí A59 a nádražím v Town Green v oblasti West Lancashire v Anglii. Na tomto místě jsou ale ve skutečnosti jen prázdná pole.
Některé další služby čerpající data z Googlu vzaly údaj o obci vážně a dokonce jí přiřadily poštovní směrovací číslo.

## Zájem médií
Zvláštní obce Argleton si poprvé všiml Mike Nolan, správce webových stránek nedaleké univerzity Edge Hill University, který v září 2008 zveřejnil svůj blog popisující tento zážitek.
Na začátku roku 2009 navštívil místo Nolanův kolega Roy Bayfield, řídící se mapou Google, a když dorazil do cíle, nalezl jen pole, obec tam jednoduše nebyla. Potom, co se Bayfield vrátil z „návštěvy obce“ zpět, zveřejnil svůj vlastní blog.
Příběh neexistující obce se stal následně hlavním zájmem místních médií.
V listopadu 2009 zprávy o obci Argleton získaly globální pozornost a na Twitteru se dosti užívaným hashtagem stal „#argleton“.
Dne 23. prosince 2009 bylo dle statistik zjištěno, že bylo provedeno kolem 249 000 vyhledání pojmu Argleton.
Toho času vznikly dokonce i webové stránky www.argleton.com Archivováno 28. 11. 2020 na Wayback Machine. obsahující text: O čem se sakra mluví? My, dobrý lid Argletonu existujeme. Teď jsme právě tady!) a www.argleton-village.co.uk (podvodná webová stránka popisující vymyšlenou historii obce Argleton a nekonající se události v obci, toho času je stránka nedostupná).
Dne 18. září 2010 byl dokonce do BBC Rádia 4 zařazen program stopující příběh Argletonu.

## Vysvětlení
Obec mohla vzniknout také jako tzv. papírové město, tj. místo uvedené na mapách sloužící k odhalení porušení autorských práv tvůrců mapy. Tyto případy jsou však dosti málo časté. Dalším vysvětlením může být záměna se slovem „Aughton“, tato obec je ale na mapě zobrazena hned vedle obce Argleton. Profesor Danny Dorling, prezident Kartografického společenství považoval tuto obec jen za „nevinnou chybu“.
Mluvčí společnosti Google uvedl, že „zatímco většina uváděných informací je správná, občas lze nalézt i chyby“. Uživatelé byli vyzváni, aby v případě nalezení chyb na mapě je okamžitě nahlásili. Nikdo si ovšem nedokázal vysvětlit, jak se tato obec objevila v databázi.
V květnu 2010 z Map Google navždy zmizela.